# Paul Appell
Paul Émile Appell (Straatsburg, 27 september 1855 - Parijs, 24 oktober 1930) was een Frans wiskundige.
Appell ging in 1873 naar de École normale supérieure in Parijs, waar hij in 1876 promoveerde. Hij werd in 1885 hoogleraar mechanica aan de Sorbonne. In 1892 werd hij gekozen als lid van de Franse academie voor wetenschappen. Van 1903 tot 1920 was hij decaan van de faculteit wetenschappen aan de universiteit van Parijs en van 1920 tot 1925 was hij er rector.
Appell koos tijdens de Dreyfusaffaire de kant van Dreyfus, die zoals hijzelf afkomstig was uit de Elzas. Appell was een expert in de commissie tijdens het nieuwe proces van Dreyfus in 1904-1906 dat leidde tot zijn vrijspraak. In de Eerste Wereldoorlog was hij de eerste voorzitter van de hulporganisatie Secours National, die hulp bood aan de slachtoffers van de oorlog.
Appell leverde bijdragen aan de mechanica, meetkunde en analyse (algebraïsche functies, differentiaalvergelijkingen). Hij bestudeerde de veeltermrijen met de eigenschap dat de afgeleide van de n-de veelterm gelijk is aan n maal de (n-1)-de veelterm; deze zijn later naar hem genoemd (Appell-rijen of Appell-veeltermen). In 1900 beschreef hij veralgemeende  bewegingsvergelijkingen in de klassieke mechanica met de zogenaamde Appell-vergelijkingen (ook Gibbs-Appell-vergelijkingen genoemd).
Een van zijn dochters huwde de wiskundige Émile Borel.